# 沃洛德米里夫卡 (別爾哥羅德-德涅斯特羅夫斯基區)
46°25′10″N 29°44′27″E / 46.41944°N 29.74083°E
沃洛德米里夫卡（烏克蘭語：Володимирівка）是位於烏克蘭西南部的村莊，由敖德萨州裡比爾霍羅德-德涅斯特羅夫斯基區的舊科扎切市鎮負責管轄。該村始建於1912年，面積0.44平方公里，2001年人口224，人口密度每平方公里509.09人。